# Paio

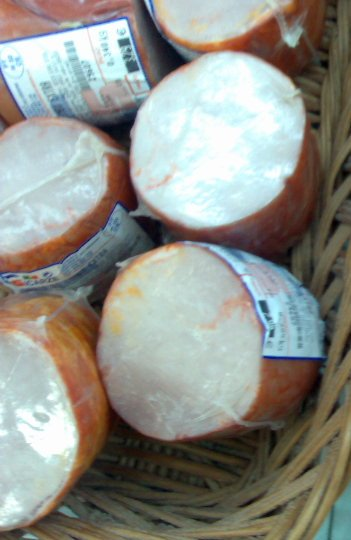
Paios

O paio é um enchido tradicional de Portugal. O seu ingrediente principal é o lombo de porco, o que o torna um dos enchidos mais populares. Como condimentos, inclui a massa de pimentão, o alho e o sal. É defumado e o seu calibre é normalmente elevado, ainda que possa haver paios de diversos diâmetros. Possui uma consistência firme e dura, assim como uma cor brilhante. Pode ser consumido em rodelas, com pão. 
No Brasil, é usado na feijoada.
A nomenclatura do embutido é de longa data, a tratar se de uma invenção europeia, porém, no Brasil, "paio" teve seus primeiros usos em cidades litorâneas, a partir daí levando o termo às demais localidades do interior do Brasil.